# Blastbeat
De blastbeat is een drumtechniek die bestaat uit snel opvolgende slagen op de snaartrom en de cimbaal. Snaartrom en cimbaal vormen de basis van deze techniek, de basdrum wordt gebruikt ter ondersteuning. Hihat of ride cymbal wordt gewoonlijk samen met de basdrum of (minder vaak) met de snaardrum gespeeld, alhoewel andere soorten bekkens zoals crash cymbal of china cymbal ook voorkomen. Ingewikkeldere patronen worden vaak gebruikt door meer technisch georiënteerde drummers zoals Dirk Verbeuren (Soilwork), Alex Hernandez (Immolation) en Flo Mounier (Cryptopsy). Pete Sandoval uit de grindcoreband Terrorizer en de deathmetalband Morbid Angel staat om zijn alternatieve blaststijl bekend, waarbij hij per twee slagen op de basdrum één slag op de snaardrum speelt. Max Dumahel uit de deathmetalband Kataklysm daarentegen gebruikt snelle slagen op de snaardrum en langzame, afwisselende slagen op de basdrum.

## Geschiedenis
Blastbeats vinden hun oorsprong in de jaren tachtig in de hardcore punk, en ook enigszins in de thrashmetal (voornamelijk cross-over). Blastbeats komen tegenwoordig vooral voor in black metal, deathmetal en grindcore. Alhoewel bands van andere genres ook van tijd tot tijd experimenteren met blastbeats.
Als grondleggers worden Charlie Benante van S.O.D. en Mick Harris van Napalm Death genoemd. In het nummer 'Milk' van het S.O.D.-album 'Speak English or Die' gebruikte Benante voor het eerst de blastbeat. Napalm Death gebruikte in hun Scum-era de blastbeat als basis voor hun muziek, met korte, minder dan één minuut durende nummers bestaande uit continue blastbeats.

## Techniek
Een blastbeat wordt normaal in 1/16de noot gespeeld wisselend tussen cymbaal en snaardrum, waarbij de cymbaal samen met de basdrum wordt aangeslagen. Er bestaan verschillende variaties. Zo wordt ook vaak de basdrum met één voet in 1/8ste noot gespeeld.
De eerste blastbeats waren in vergelijking met tegenwoordig nog vrij langzaam, zo rond de 100 aanslagen per minuut. Tegenwoordig ligt de standaard voor het spelen van blastbeats bij de 180 aanslagen per minuut. In de extreme metal wordt ook gebruikgemaakt van zogenoemde 'hyperblasts' met een tempo van 260 tot wel 400 aanslagen per minuut.

## Voorbeelden
- Cryptopsy - Crown of Horns (drummer Flo Mounier, veel technische blastbeats met veel tempoveranderingen)
- Dawn of a golden age - Roadrunner United (drumwerk Mike Smith standaard blastbeats)
- S.O.D. - Milk (drummer Charlie Benante klassiek blastbeat nummer)

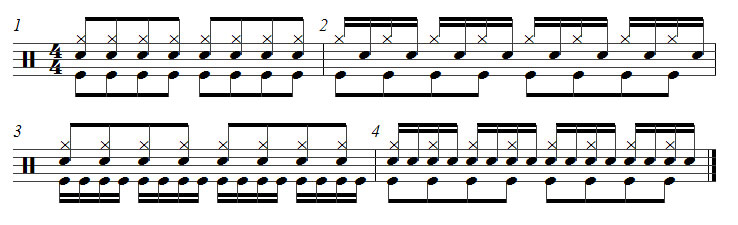
Voorbeeld van een blastbeat-patroon

Portaal · Categorie